# ジョージ・カーゾン (初代カーゾン・オヴ・ケドルストン侯爵)
ケドルストンの初代カーゾン侯爵ジョージ・ナサニエル・カーゾン、（英: George Nathaniel Curzon, 1st Marquess Curzon of Kedleston, KG GCSI GCIE PC FBA、1859年1月11日 - 1925年3月20日）は、イギリスの政治家、貴族。姓はカーズンとも表記。
スカーズデール男爵家の跡取りとして生まれ、1886年に保守党の庶民院議員として政界入りした。1899年から1905年までインド総督を務め、強権的な内政とロシアの南下政策への対抗によって大英帝国のインド支配の強化に努めた。第一次世界大戦中には挙国一致内閣で閣僚職を歴任。とりわけロイド・ジョージ内閣では五人から成る戦時内閣の一人に選ばれた。戦後の1919年から1924年にかけては外務大臣を務め、カーゾン線の制定やローザンヌ会議の主催、独仏の緊張緩和など戦後処理に活躍。1923年には首相有力候補として取り沙汰されたが、国王ジョージ5世がボールドウィンに組閣の大命を与えたため、なり損ねている。
1899年にカーゾン男爵（アイルランド貴族）に叙され、ついで1911年にカーゾン伯爵・スカーズデール子爵・レイブンズデール男爵（連合王国貴族）に叙される。1916年にスカーズデール男爵（グレートブリテン貴族）を継承し、1921年にカーゾン侯爵（連合王国貴族）に叙された。

## 概要
1859年1月11日に第4代スカーズデール男爵アーサー・カーゾンの長男としてダービーシャー・ケドルストンに生まれた。イートン校を経てオックスフォード大学・ベリオール・カレッジへ進学（→出自と生い立ち）。
1886年に保守党の庶民院議員に初当選して政界入り。政界入り直後の1887年から1895年の間、五回にかけて世界旅行を行った。その間の1891年から1892年にかけてインド担当省政務次官を務めた（→政界入りと世界旅行）。ついで1895年から1898年にかけて外務政務次官を務め、列強諸国による中国分割の中で清におけるイギリスの権益を守ることに奔走した（→外務省政務次官 (1895年-1898年)）。
1898年にインド総督兼副王に任じられ、アイルランド貴族爵位ケドルストンのカーゾン男爵に叙された。1899年1月から英領インドに着任。辺境地域の反乱鎮圧間もない時期だったため、北西部の独立志向の強い部族を警戒して北西辺境州（NWFP）を新設した。タージ・マハルなどの遺跡保護や大飢饉対策に尽力した。1903年にはエドワード7世のインド皇帝即位式デリー・ダルバールを挙行した。ロシアの南下政策を警戒し、軍艦を率いてペルシア湾歴訪を行い、この際にクウェートを保護国と成し、またオマーンを脅迫してマスカット港のフランス貸与計画を中止させた。同じくロシアの南下政策への警戒から1903年から1904年にかけてチベット侵攻を実施した。1905年には軍の独立的地位を求めるインド駐留軍最高司令官初代キッチナー伯爵ホレイショ・キッチナーと対立を深めたが、本国政府から支持を得られなかったため、1905年11月をもってインド総督を辞することとなった（→インド総督兼副王 (1899年-1905年)）。
1908年からアイルランド貴族代表議員として貴族院議員となる。1911年には連合王国貴族爵位レイヴンズデール男爵、スカーズデール子爵、ケドルストンのカーゾン伯爵に叙された（→議会に貴族院議員として復帰）。
第一次世界大戦中の1915年5月に与党自由党と野党統一党(保守党)の大連立によるアスキス挙国一致内閣が成立すると王璽尚書として入閣。1916年5月には空軍長官に就任。同年12月成立のロイド・ジョージ内閣では貴族院院内総務・枢密院議長として入閣するとともに5人で構成される戦時内閣の一員となった（→第一次世界大戦 (1914年-1918年)）。
戦後の1919年にはロイド・ジョージ内閣の外務大臣に就任。それ以前の外相と比べると首相に従属的な外相だった。1919年12月にはソ連とポーランドの国境線を提案し、この線はカーゾン線と呼ばれた。1921年6月には連合王国貴族爵位ケドルストンのカーゾン侯爵に叙された。1922年から1923年にかけてはローザンヌ会議を主催し、トルコの国境線を確定した。フランス軍のルール占領をめぐっては独仏両国の仲介と緊張緩和に努めた。つづくボナー・ロー内閣でも外相に留任した（→外務大臣 (1919年-1924年)）。
1923年にボナー・ローが退任した際に後任の首相候補として取りざたされたが、国王ジョージ5世は庶民院議員ボールドウィンに組閣の大命を与えたため、首相にはなれなかった。貴族院議員だったことが忌避されたといわれる（→首相になり損ねる (1923年)）。
第一次ボールドウィン内閣には外務大臣、第二次ボールドウィン内閣には枢密院議長として入閣したが、1925年3月20日に死去した。男子がなかったため、甥リチャードに継承されたスカーズデール子爵位（特別継承規定により）とスカーズデール男爵位、および娘アイリーンに継承されたレイヴンズデール男爵以外の爵位は廃絶した（→晩年と死去）。
愛国心の強い熱心な帝国主義者であり、大英帝国の偉大さを確信し、インド支配の強化に心を砕いた。豊富な政治経験にもかかわらず、首相となれなかったことについて同情的な評価が多い（→人物・評価）。

## 生涯

### 出自と生い立ち

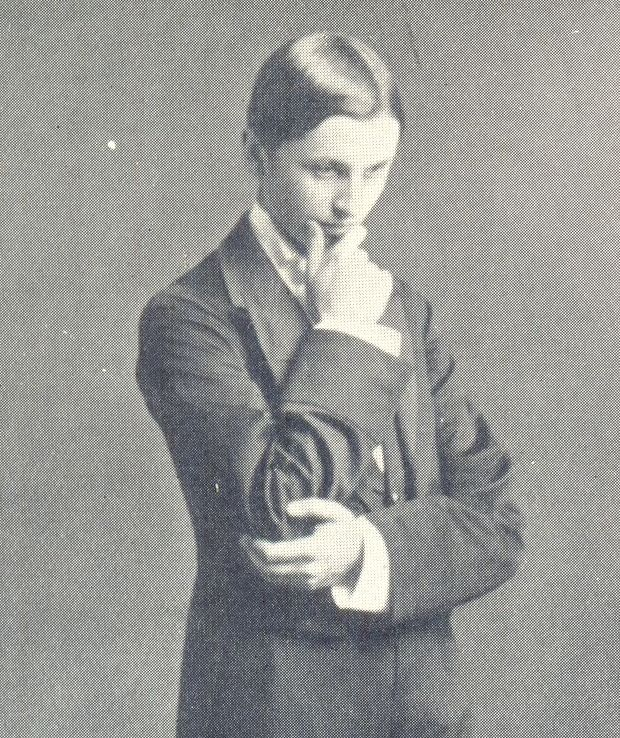
イートン校学生時代のカーゾン

1859年1月11日にダービーシャー・ケドルストンのケドルストン・ホールで生まれた。ケドルストンの国教会教区牧師を務める第4代スカーズデール男爵アーサー・カーゾン（1831年 – 1916年）とその妻ブランチ・センハウス（1837年 – 1875年）の間に生まれた11人の子供のうちの長男、第2子であった。母ブランシュはカンバーランド、ネザーホールのジョゼフ・ポックリントン・センハウスの娘であった。
カーゾン家は、12世紀からケドルストンに住んでおり、代々同地の地主・国教会教区牧師として君臨してきたが、特筆されるような業績を上げた先祖はなかった。
父のスカーズデール男爵は厳格で、領主たるもの自らの領地に常に留まるべし、という古くから伝わる家訓を信条としており、「世界中のあちこちを放浪する」などもっての外だと考えていた。こうした狭量な見識を抱く男爵は、1887年から1895年まで息子がイギリス内閣の一員として最もアジアを頻繁に訪れていたことについて、いい顔をしなかった。父親以上に少年期のカーゾンに影響を与えたのは厳格な規律を課すガヴァネス、エレン・メアリー・パラマンだった。パラマンの虐待を伴う育児のせいで、カーゾンは攻撃的な性質になり、また強迫観念に取りつかれがちになった。
母はカーゾンが16歳の時の1875年に死去している
イートン・カレッジに学び、その後オックスフォード大学のベリオール・カレッジに進学した。カーゾンはイートン校の教師だった歴史家オスカー・ブラウニングのお気に入りの生徒となり、二人のあまりに親密すぎる師弟関係が問題視されてブラウニングは辞職に追い込まれている。
オックスフォード大学では、カーゾンはオックスフォード・カニング・クラブ、オックスフォード・ユニオン、同大学学生連合評議会の部長を務めた。輝かしい大学でのキャリアを積んだ後、1883年にカーゾンはオール・ソウルズ・カレッジの優等フェローに選ばれた（彼は人文学課程の第1学位取得に失敗したが、トマス・モアに関する評論でロシアン・アンド・アーノルド賞を獲得している。カーゾンはこの懸賞論文の存在をその提出開始日直前まで知らず、評論を書きあげたのは、文字通り日付が締切日になったことを時計が知らせた時であったと後に告白している。セシル・スプリング・ライスやエドワード・グレイとは学友だった。
10代の時に乗馬中に脊椎損傷を負っており、カーゾンは生涯その痛みに苦しんだ。

### 政界入りと世界旅行

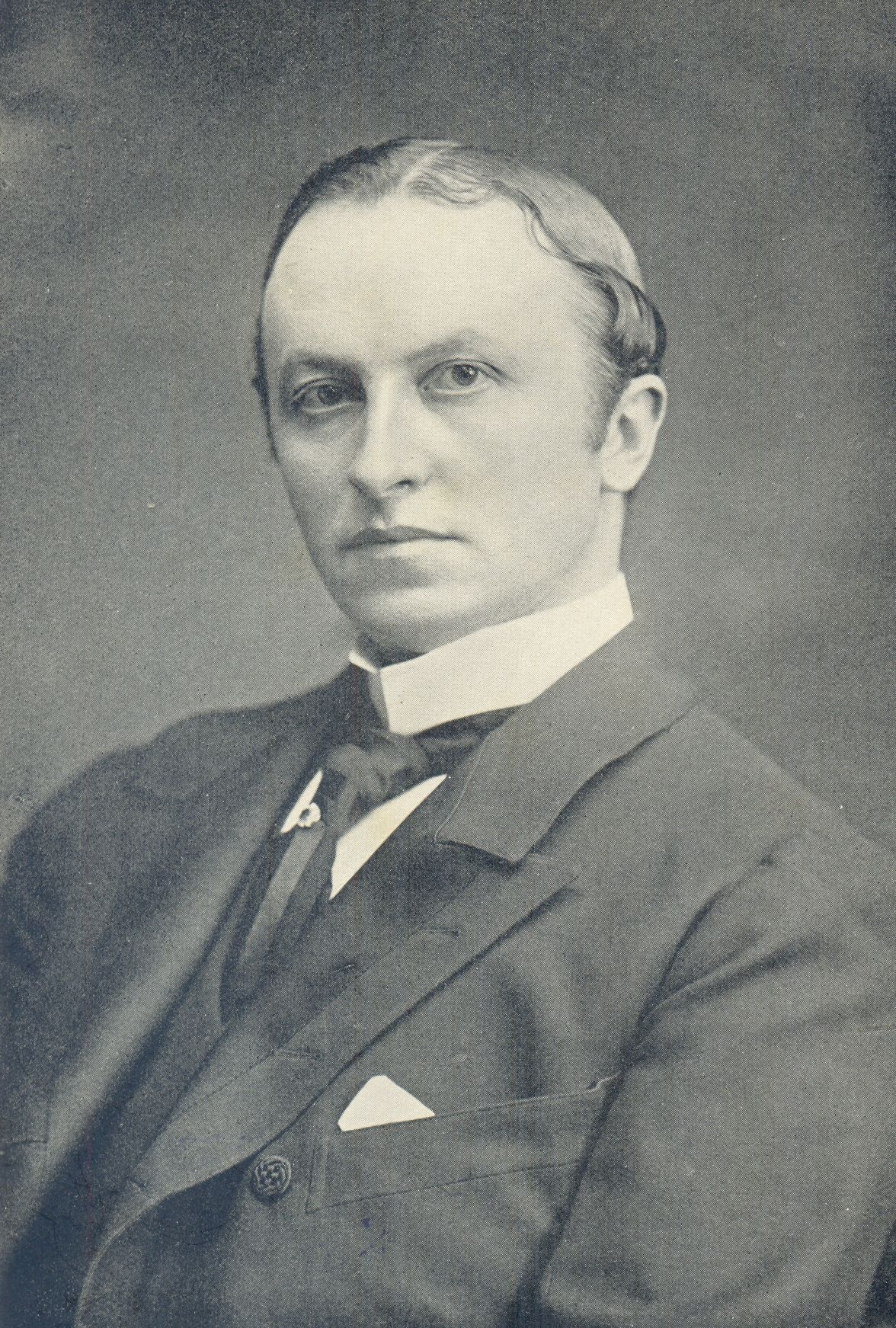
1890年のカーゾン

1885年に首相第3代ソールズベリー侯爵ロバート・ガスコイン＝セシルの私設秘書代理となり、翌1886年にはランカシャー南西部サウスポート選挙区選出の庶民院議員に当選した。
政界入り直後のカーゾンは世界中を旅行した。1887年から1888年の最初の旅行では、英自治領カナダからアメリカ、日本、清、イギリス領香港、英領シンガポール、セイロン島、イギリス領インド帝国などをめぐった。1888年から1889年の二回目の旅行ではロシアとロシア領中央アジアを巡った。1889年から1890年の三回目の旅行ではペルシアを訪問している。
三回目の旅行を終えた後の1891年から1892年にかけてインド担当省政務次官を務めた
1892年に4度目の旅行に出、アメリカ、日本、清、朝鮮、シャム、フランス領インドシナなどを巡った。1894年の五度目の旅行ではアフガニスタンを訪問した。
これらの体験をもとに中央アジア、東アジアについて著した数冊の書物を出版した。とりわけ1889年の『中央アジアにおけるロシア』、1892年の『ペルシアとペルシア問題』、1894年の『極東の諸問題』の三冊が著名である。
この功績で1895年には王立地理協会の金メダル（パトロンズ・メダル）を受賞した。

### 外務省政務次官 （1895年-1898年）

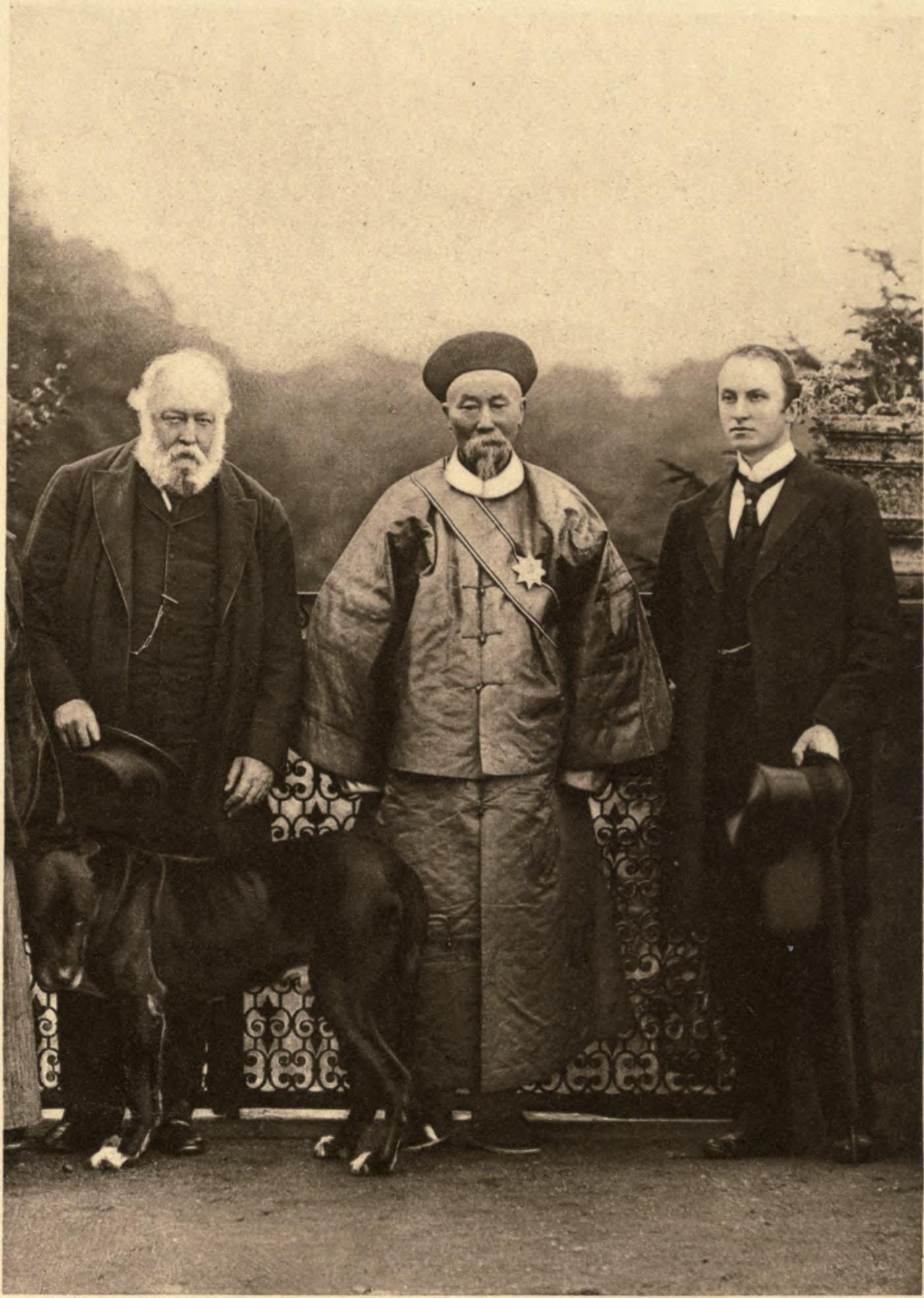
左から英首相第3代ソールズベリー侯爵ロバート・ガスコイン＝セシル、訪英中の清の李鴻章、外務政務次官カーゾン

1895年から1898年までは外務政務次官を務めた。当時の外務大臣は首相であるソールズベリー侯の兼任だったので実質的には外務大臣代行的な立場であった。この就任に際して枢密顧問官にも列している。
1895年の日清戦争で清が日本に敗れて以降、中国大陸をめぐる情勢は一変した。日本への巨額の賠償金を支払うために清政府はロシアとフランスから借款し、その見返りとして露仏両国に清国内における様々な権益を付与する羽目となったが、これがきっかけとなり、急速に列強諸国による中国分割が進み、アヘン戦争以来の清のイギリス一国の半植民地（非公式帝国）状態が崩壊したのである。
カーゾンはとりわけロシアの清への帝国主義的進出を憂慮していた。1897年12月にロシアが旅順に軍艦を送って同港を軍事的支配下に置いたとの報告が英国外務省に入った際、カーゾンは首相ソールズベリー侯に宛てて「ロシアが旅順を占領するならロシアは水路からも清へ侵入するようになる。我が国は従来から清において軍事的・経済的優越を有してきたが、このような状況は変化しつつある。」という報告書を書き、ソールズベリー侯に中国情勢に危機感を持たせることに貢献した。
その後、ソールズベリー侯は露仏に対抗して中国内におけるイギリスの勢力圏を固めることに心を砕くようになった。そうした中の1898年4月にカーゾンはソールズベリー侯に宛てた報告書の中で「私は揚子江流域の人口は1億5000万人、つまり清の全人口の三分の二と算定している。これまで50年間我々は揚子江流域を統治しようと思ってもできなかった。しかし鉄道という物は首相の考えられる勢力圏の樹立のために最善の方法である」と論じて、揚子江流域へのイギリス鉄道の建設を推進した。
1895年にはアメリカ合衆国、シカゴの富豪の娘メアリー・ヴィクトリア・レイターと結婚した。

### インド総督兼副王 （1899年-1905年）

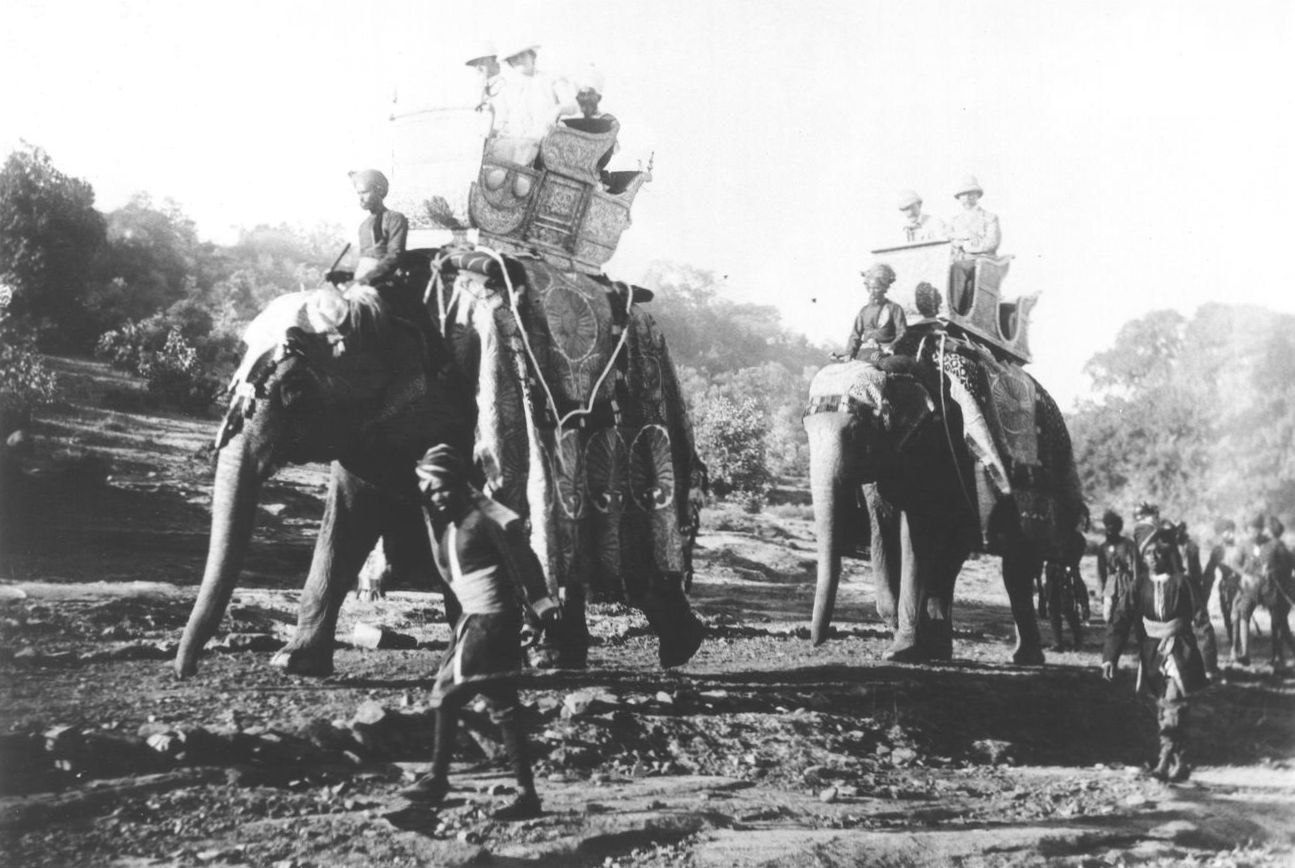
1899年、インド総督カーゾン卿とその妻メアリーを先頭にした総督府高官たちのゾウの行列

1898年8月にインド総督兼副王に任じられ、同年11月にはアイルランド貴族爵位ケドルストンのカーゾン男爵に叙された。この爵位はアイルランド貴族の爵位（アイルランド貴族最後の授爵例）であったため、父の死によってスカースデール男爵位（グレートブリテン貴族）を継承するまでは、イギリスに帰国した場合、庶民院に復帰することも可能であった。
1899年1月に英領インドに着任し、7年にわたる統治を開始した。
カーゾン卿がインドに到着したのは1897年から1898年まで続いた辺境地域の反乱が鎮圧されて間もない時期であった。このため彼は北西部の独立志向の強い部族に格別の注意を払っており、北西辺境州(NWFP) を新たに創設し、懐柔策を混ぜ合わせながらも強権的な統治を行った。
歴代総督の中でもインドの遺跡保護に熱心だった人物で遺跡保護法の制定を主導した。とりわけタージ・マハルやファテープル・シークリーなどの再建事業で成果を上げた。
カーゾン卿の在任中にインドで起きた飢饉は、610万人から900万人の命を奪ったといわれ、彼は今日では、このインドの大部分の地域が巻き込まれて数百万人の死者を出した飢饉に対し、ほとんど対策を打たなかったとして非難を受けている。しかしカーゾンは実際には飢饉と戦うための様々な方策を実施し、飢饉救済のために300万人から500万人の人々に食料を配給し、減税を行い、灌漑事業に莫大な予算を費やした。一方でカーゾンは以下のように発言している、「乱費同然のフィランソロピーによってインドの経済状況を危険にさらせば、いかなる政府も深刻な非難を免れない。そして、見境のない慈善活動によって国民を軟弱にし、国民の独立不羈の精神を腐敗させるいかなる政府もまた、公的な犯罪を犯したことになる」。そして、カーゾンは食糧の配給量を「危険なほど多い」と考えていったん削減し、寺院で被害調査を行った後で救援物資の量を元に戻している。

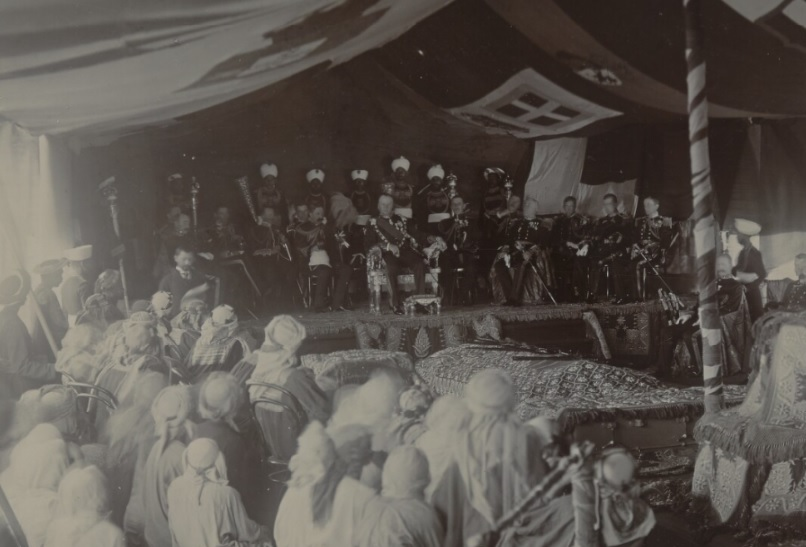
デリー・ダルバールを挙行するカーゾン卿(玉座に座る人物)

1901年1月に本国でヴィクトリア女王が崩御してその長男エドワード7世がイギリス国王・インド皇帝に即位した。これを受けて1903年1月にエドワード7世のインド皇帝即位式（デリー・ダルバール）を挙行した。
ロシア帝国の強大化に対する根深い不信感からイギリスの対ペルシア貿易を奨励し、1903年には自ら英印軍海軍の艦隊を率いてペルシア湾を訪問している。この訪問の際にクウェートと保護条約を結び、クウェートをオスマン帝国から独立したイギリス保護国と成した。またマスカット港の一部をフランスに貸与しようとしていたオマーンへの訪問に際しては砲艦外交を行い、オマーン政府を脅迫してにこの計画を中止させている。これによりフランスとの関係が悪化したが、アラブ諸国に改めて大英帝国の威信を示すことができた。

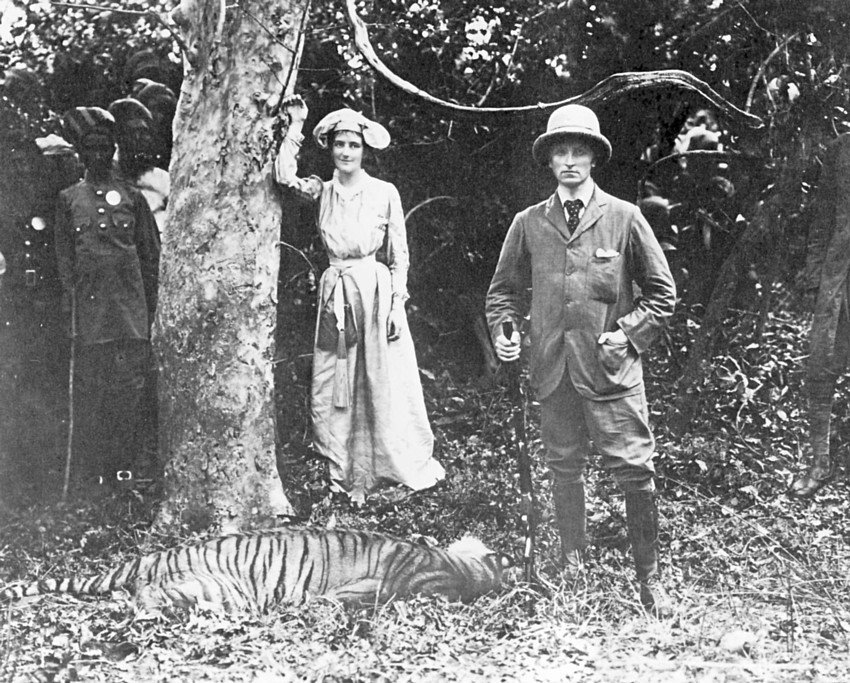
仕留めた獲物の虎の前に立つカーゾンと妻メアリー、1903年

中央アジアや清への進出を推し進めるロシアがチベットを狙っていると疑っていたカーゾン卿は、1903年12月に先手を打つ形でフランシス・ヤングハズバンド少将にチベット遠征を行わせた。遠征軍はチベット軍を蹴散らしながら進軍し、ラサに入城した。1904年には両者の間で和平が結ばれた。この協定によりチベットは英国の許可なく他国と取引しないこと、英国に賠償金5万ポンドを75年払いで支払い、その間英軍がチュンビ谷全域を占領することが約定された。しかしこの強引なやり口は他の列強諸国の批判を招き、孤立を恐れた本国政府（アーサー・バルフォア首相）の介入で賠償金の額は三分の二に減額され、さらにチュンビ谷占領英軍は1908年までに撤退すると変更された。しかしこの侵攻でロシア軍のラサ進駐は抑止され、1907年には英露協商で英露連携が成ったため、英領インドに対するロシアの脅威は消滅した。
1904年1月に任期を迎え、一時帰国したが、カーゾンは延長して総督に在職することになった。
1905年7月にはイギリスの植民地支配に対する抵抗が激しいベンガル州の抵抗運動分断を狙ってベンガル分割を断行した。しかし反発が強く、かえって抵抗運動が激化したので、この分割はカーゾン退任後の1911年に取り消されている。
カーゾンの地位はインド人の抵抗運動によってはびくともしなかったが、インド総督府内の内部分裂で辞任に追いやられることになった。インド駐留イギリス軍の最高司令官初代キッチナー伯爵ホレイショ・キッチナーは、軍がインド統治委員会国防相の指揮下に置かれることに反対し、軍政も自分の指揮下に置くことを要求した。一方カーゾンは軍事行政と指揮権の統一は軍事独裁につながり、文官統制が崩れるとしてこれに反対した。この論争をめぐるインド総督府内の支持は圧倒的にカーゾンの方にあったが、本国では戦争の英雄であるキッチナーの方がはるかに権威があったので、国王エドワード7世も首相バルフォアもキッチナーを支持した。閣内ではセントジョン・ブロドリック陸相も「総督は国王から全権を託されているとはいえ、軍政は陸軍に任せるべき」と意見を述べ、国王もこれに同意している。
このように事実上、本国政府に拒否権を発動された形となり、カーゾンは1905年8月をもってインド総督を辞職することになった。しかしジョージ王太子訪英のために12月までイギリスへの帰国は延期された。
このカーゾンの辞職に際し、エドワード7世はカーゾンの面目を保とうと「男爵から（子爵を飛び越して）伯爵に叙してもよいのではないか」と政府に提案している。しかしバルフォア首相は、「キッチナーやブロドリックが間違っており、カーゾンが正しかったかのような印象を世間に与える」として反対したため、最終的に沙汰止みに終わった。

### 議会に貴族院議員として復帰
帰国直後の1906年7月にメアリー夫人が死去し、大きな精神的ショックを受けた。
1908年にはアイルランド貴族代表議員に選ばれ、貴族院議員として議会に復帰した。1909年から1910年にかけて自由党政府が提案する貴族院の立法上の拒否権廃止に対する積極的な反対運動を展開した。
1911年11月にいずれもダービー郡の地名に由来するレイヴンズデール男爵、スカースデール子爵、ケドルストンのカーゾン伯爵（いずれも連合王国貴族）に授爵された。このうちレーヴェンスデール男爵位には娘たちとその直系男系男子への継承を、スカースデール子爵位にはカーゾンの父とその直系男系男子への継承を認める特別規定が、それぞれ定められていた（伯爵位は通常通りカーゾン自身の直系男系男子のみが継承可能）。

### 第一次世界大戦 （1914年-1918年）

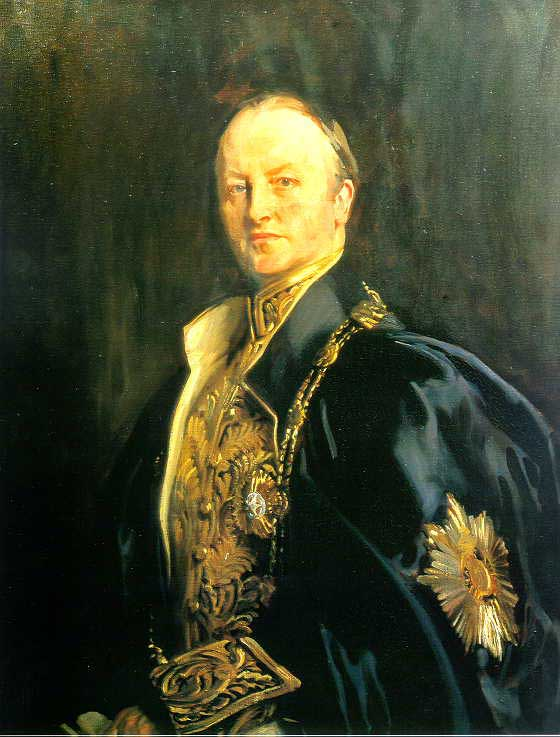
1914年に描かれたカーゾン伯の肖像画（ジョン・シンガー・サージェント画）

第一次世界大戦が勃発すると野党統一党（保守党）所属ながら、アスキス自由党政権への参加を希望した。しかしこの時点では断られた。この際にカーゾン伯は「39歳で三億人を支配した男が、55歳で国家存亡の危機に何も期待されないとは」と嘆いた。
しかし1915年5月に与党自由党と野党統一党（保守党）の大連立によるアスキス挙国一致内閣が成立すると王璽尚書として入閣することになった。
挙国一致内閣発足直後に閣内で論争となったダーダネルス撤退問題をめぐっては元インド総督としての立場から「トルコごときに負けたとあっては他のアジア諸民族の独立運動にも影響を及ぼす」としてランカスター公領担当大臣ウィンストン・チャーチルとともに撤退に反対した。しかし結局アスキス首相はダーダネルスからの撤退を決定した（チャーチルはこれに反発して辞職したが、カーゾン伯は閣内に留まった）。
戦死者・戦傷者が急増の一途をたどって兵員が不足してくる中の1916年に閣内で徴兵制導入が提案されるとそれを支持した。他の閣僚たちも大半が賛成し、同年5月に18歳から41歳の男子を即時徴兵する徴兵令が出された。
1916年5月には空軍長官に就任した。
1916年12月のアスキスの失脚とロイド・ジョージ内閣成立を巡る政変の際しては曖昧な立場を取った。アスキスにはロイド・ジョージ内閣に入閣しないと明言しながら、ロイド・ジョージから少人数で構成する予定の戦時内閣への参加を打診されると他の同僚を出し抜いて密かに承諾した。そして実際にロイド・ジョージ内閣に貴族院院内総務・枢密院議長として入閣し、5人で構成される戦時内閣の一人になった。
カーゾンは婦人選挙権に強く反対しており、1910年に創設された反婦人選挙権同盟の指導者を務めていたが、ロイド・ジョージ首相は1918年に地方参政権の有権者か、地方参政権の有権者の妻である30歳以上の女性について選挙権を認める選挙法改正を行っている。
1917年にはアラバマ出身の裕福な未亡人グレース・エルヴィナ・ハインズと再婚した。同年イースト・サセックスのボディアム城を購入。14世紀に建てられたこの城は、イングランド内戦の時期に内部が全焼していた。彼はボディアム城に大規模な改修を施し、城をナショナル・トラストに遺贈している。

### 外務大臣 （1919年-1924年）

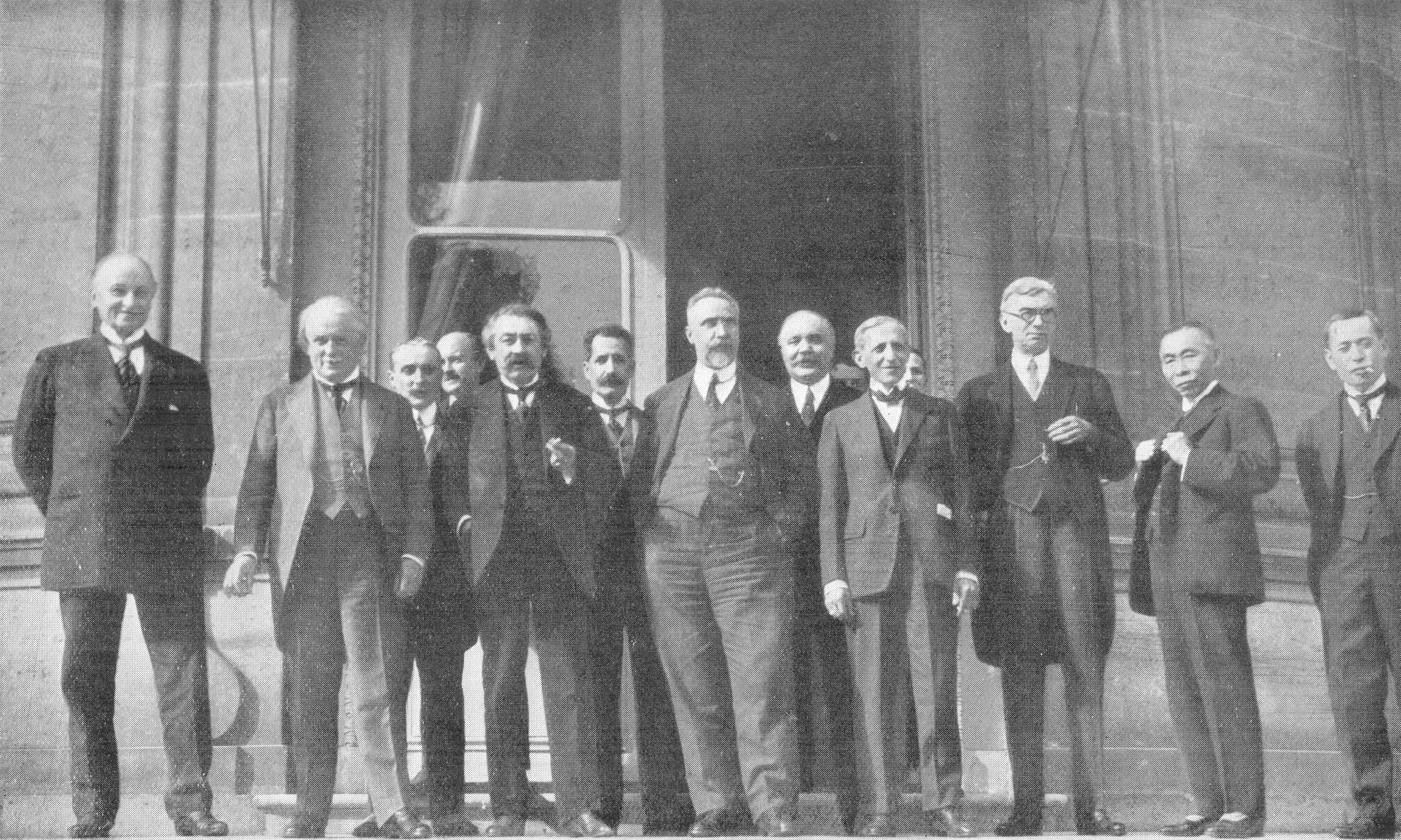
1921年9月の連合軍最高戦争会議。左からイギリスのカーゾン侯、ロイド・ジョージ、フランスのブリアン、イタリアのボノーミ、デッラ・トッリッタ侯爵、アメリカのハーヴェイ、日本の林権助男爵、石井菊次郎子爵

戦後の1919年10月にロイド・ジョージ内閣の外務大臣に任じられた。カーゾンは首相ロイド・ジョージに軽んじられていた。一次大戦後の一連の国際会議はほとんどロイド・ジョージ自らが出席し、外相カーゾンには従属的地位が押し付けられた。首相は彼を尊大でうぬぼれが強いと思っており、首相のカーゾンに対する扱い方は、まるでロールス・ロイスに駅へ小包を届けさせるような具合である、と言われていた。ロイド・ジョージはずっと後になって、自分の閣僚に対する扱いはウィンストン・チャーチルのそれとはまるで違う、と述べた際に以下のように発言している、「私の閣僚たちは皆重んじられていた、カーゾン以外は」。しかしこの首相に従属的という立場は後の英国外務大臣たちの先例となる役割だった。
それ以前の外相と比較して首相に従属的な立場ながら様々な外交問題で活躍した。イギリス政府が1919年12月に提案したソ連・ポーランド間の国境線は、カーゾンの名前に因んでカーゾン線と名付けられている。その後に起きたポーランド・ソビエト戦争でポーランドはカーゾン線よりも東部の領土を獲得したが、第二次世界大戦後にはポーランド国境は西に押し戻された。カーゾン線は現在もポーランドと東側の近隣国とのおおよその国境線となっている。
1921年3月にはロイド・ジョージ首相の主導でイギリスとソ連の国交が樹立したが、カーゾン伯はチャーチルとともにそれに強く反対していた。同年6月にはケドルストンのカーゾン侯爵（連合王国貴族）に授爵された。
パリ講和会議後、アメリカが日英同盟を敵視するようになったため、イギリス外務省内では1921年7月に満期を迎える日英同盟について更新しない方がよいとの意見が強まった。ロイド・ジョージもカーゾンも個人としては日本に否定的ではなかったものの、結局外務省内の意見に押されて、1921年11月から翌1922年2月にかけてのワシントン会議で日英同盟は四か国条約に変えられ、事実上破棄となった。
時同じくして、カーゾンの主宰するカーゾン委員会が設けられて、貴族院改革を検討している。同委員会は貴族院を世襲貴族、国王、有権者からそれぞれ選出される議院とするべく提案・決定がなされたが、改革に伴う議会法改正を検討中に政権が崩壊したたため、すべて沙汰やみに終わっている。
1922年8月から10月にかけてのチャナク危機に際しては対トルコ強硬派のロイド・ジョージとチャーチルを抑えて平和的解決を行った。ついで1922年から1923年のローザンヌ会議を主催し、トルコの国境線を確定した。
保守党の陣笠議員（平議員）によるカールトン・クラブ会議での投票の結果、1922年10月に保守党が連立を解消し、ロイドジョージは首相職を辞した。代わってボナー・ローの保守党政権が発足したが、カーゾンは引き続いて外相を務めた。
1922年から1923年にかけては、ドイツの賠償金支払いを求めてフランス軍がルールを占領した件でドイツとフランスの仲介を行って両国の緊張緩和に努めた。
1923年4月末、ボナー・ロー首相が病気療養のため国王ジョージ5世に海外静養を申し出た。このときボナー・ローはカーゾンを副首相に指名して政務を代行させた。翌月、帰国したボナー・ローは病気（喉頭がん）を悪化させており、5月20日に国王に辞表を申し出ている。

### 首相になり損ねる （1923年）

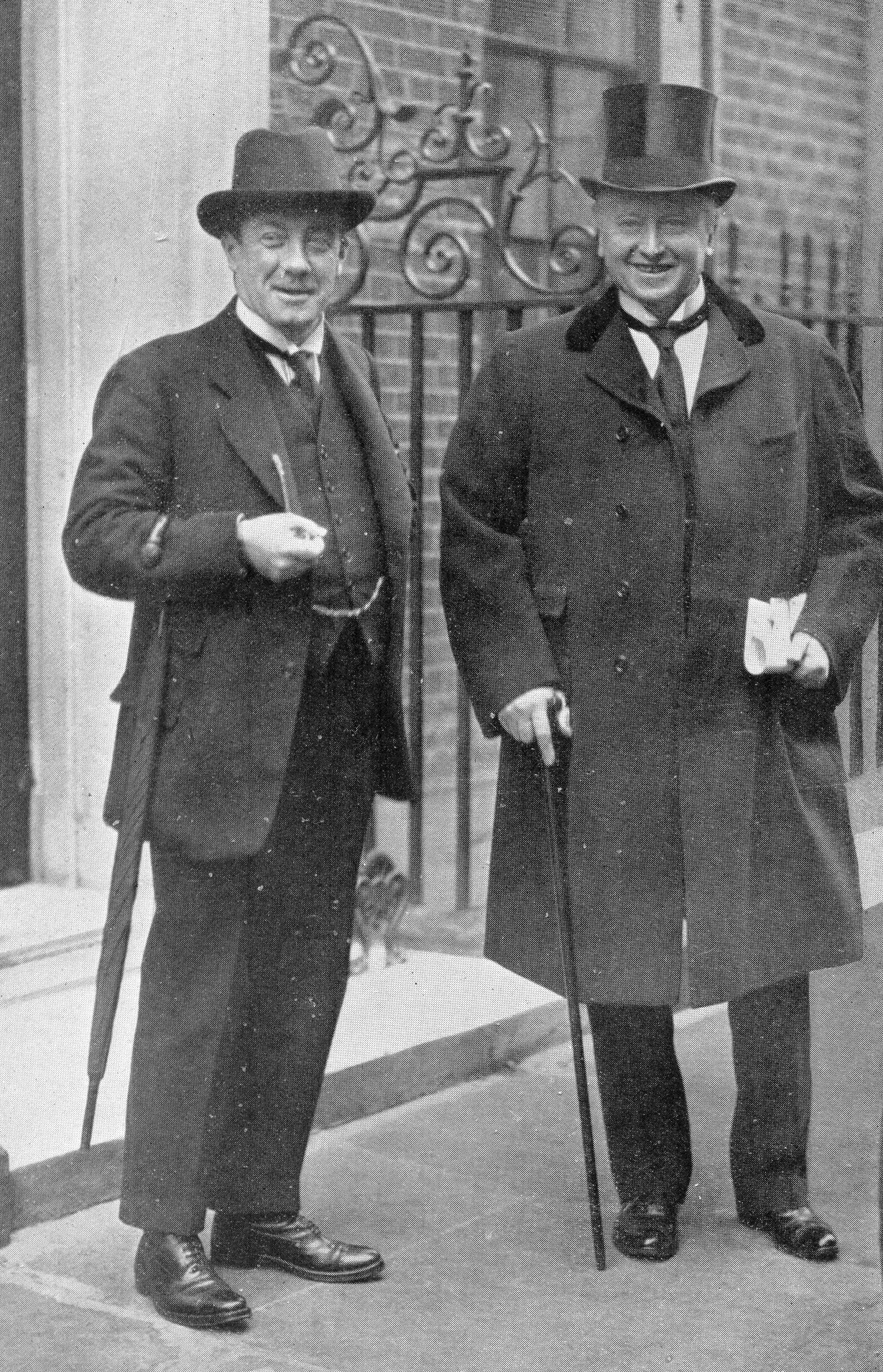
1924年1月の首相ボールドウィン(左)と外相カーゾン侯(右)

1923年5月にボナー・ローが首相を引退した時、カーゾン侯は後任候補二人のうち一人に挙げられた。カーゾン以外のもう一人は党内で急速に昇進していた大蔵大臣ボールドウィンである。家柄や政治経験の面ではカーゾンの方が圧倒的に上だが、カーゾンは庶民院議員ではなく貴族院議員であり、しかも反民主的な貴族主義者で知られていた。一方平民出身の庶民院議員ボールドウィンは庶民院保守党陣笠議員の支持を集めており、シティの金融資本家や貿易業界からも信頼されていた。
ボールドウィンの支持者である庶民院議員ジョン・デイヴィッドソンによって書かれた「政府重職に占める貴族の数が多すぎて庶民院で反発が起こっている」「カーゾンを支持する保守党庶民院議員は50人もいないであろう」という内容の手紙が国王秘書官初代スタンフォーダム男爵アーサー・ビッグを通じて国王ジョージ5世に手交された（ただし、スタンフォーダム卿自身はカーゾンの支持者で、彼に組閣の大命を与えるべきことを国王に助言している）。また国王から助言を求められたバルフォアも「首相職は庶民院に残しておくべき」と奉答した（バルフォアは個人的にカーゾンを嫌っていた）。
結局、国王はボールドウィンに組閣の大命を降下する決断をした。国王の意を受けたスタンフォーダム卿はカーゾンに電報を打ち、ロンドンのカーゾン邸にて面会を申し入れた。カーゾンは首相就任を確信してロンドンへ上京したが、訪れたスタンフォーダム卿から「首相は引き続き庶民院におらねばならない」とボールドウィンへの大命降下を告げられた。カーゾンはスタンフォーダム卿に「自分とその公生涯に対する、想像しうる限り、最大の打撃であり、侮蔑である。誇り、望み、王と国と党に対する忠誠心は深く傷つけられた」と語り、『貴族院議員は首相にはなれない』という原則に反対し、公務から引退すると答えた。さらに、成り上がり者に首相の地位を取られたことを不快に思ったカーゾンは、ボールドウィンについて「取るに足らない人物」「彼は国家のために働くような人物ではない」と付けくわえた。
しかし数日後、冷静さを取り戻したカーゾンは、ボールドウィン内閣で引き続き外務大臣を務めることを了承している。ジョージ5世はカーゾンの寛大さを認め、5月29日にバッキンガム宮殿に彼を召して、感謝の意を表している。カーゾンの方も、ボールドウィンよりも先に決定を知らせてくれた国王の心遣いに感謝を伝えたという。

### 晩年と死去
カーゾンは1924年1月にボールドウィン内閣が総辞職するまで外相を務めた。そしてボールドウィンが1924年11月に政権を奪回すると、カーゾンは枢密院議長に任じられたが、これは密かなる左遷だった。
翌1925年3月20日にロンドン・カールトン・ハウス・テラスで死去した。男子がなかったため、ケドルストンのカーゾン男爵位、同伯爵位、同侯爵位は消滅したが、スカーズデール子爵位は特別継承規定によってスカーズデール男爵位と共に甥リチャード・カーゾンが継承した。レーヴェンスデール男爵位も特別継承規定によって長女アイリーン・カーゾンが継承した。現在同爵位を保有するのは次女シンシアの息子ニコラス・モズレーである。

## 人物・評価

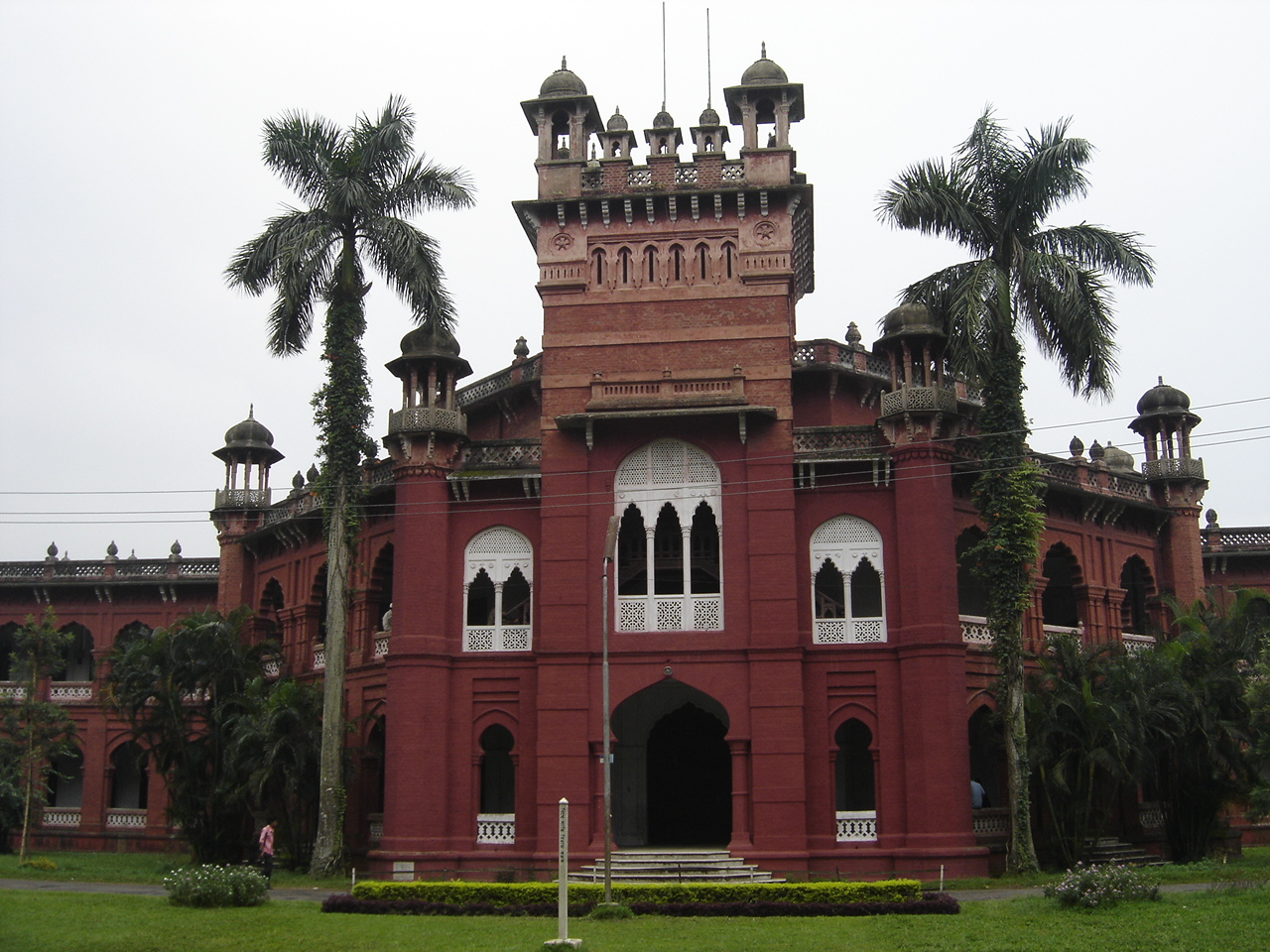
ダッカ大学のカーゾン・ホール

愛国心の強い熱心な帝国主義者であり、「大英帝国は神の摂理のもと、世界が目にした最も偉大な善を成す道具である。世界の歴史上においてこれより偉大な物は他に存在したことがない」と自負した。
特にインド支配を重視し、「もしインドを失うようなことがあればイギリスはたちまち三流国に転落する」と語った。自らのインド総督としての使命について「英国の支配をより強固にインドに根付かせ、インド人が待ち焦がれる解放の日を少しでも遅らせる」、「いつの日かインドが占めるべき地位、すなわち大英帝国におけるもっとも偉大なパートナーの地位に近づける」ことにあると考えていた。また自らが支配する英領インド帝国はアジア周辺諸国の宗主国であり、その秩序をアジアに広げていく権利があるとも考えていた。
若い頃から将来の夢はインド総督と首相であり、多くの政治経験を積んで首相としての素質は十分だったが、1923年のジョージ5世の決定によって首相になる機会を逃した。そのため彼の死後にはそのことについての同情の論評が多くなった。彼が首相の機を逸したことに関する哀悼の念は、ウィンストン・チャーチルが著書『Great Contemporaries』（1937年）の中で以下のように要約している、「夜明けは黄金、真昼は青銅、黄昏は鉛だった。しかしその全てが一応の輝きを放つまで磨かれた」。
バングラデシュのダッカ大学の理学部が置かれているカーゾン・ホールは、1904年にインド総督として定礎式を行ったカーゾン卿の名前にちなんだものである。

## 栄典

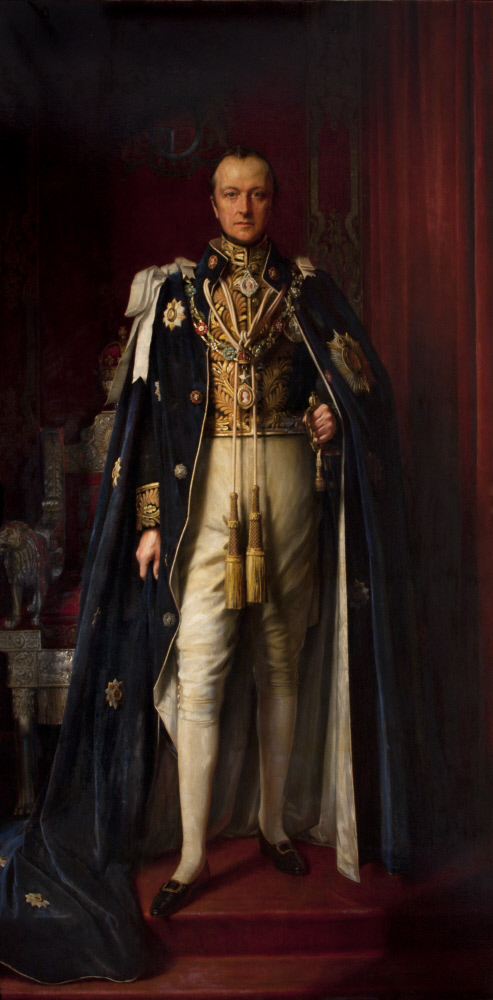
インド総督として正装姿のカーゾン。インド帝国騎士団騎士のマントを羽織るが、インド帝国勲章のほかに、インドの星騎士団騎士大綬章も佩用している。

### 爵位
1898年11月11日に以下の爵位を新規に叙された。
- ダービー州におけるケドルストンのケドルストンの初代カーゾン男爵
(1st Baron Curzon of Kedleston, of Kedleston in the County of Derby)
(勅許状によるアイルランド貴族爵位)

1911年11月2日に以下の爵位を新規に叙された。
- ダービー州におけるケドルストンのケドルストンの初代カーゾン伯爵
（1st Earl Curzon of Kedleston, of Kedleston in the County of Derby）
(勅許状による連合王国貴族爵位)
- ダービー州におけるスカーズデールの初代スカーズデール子爵
（1st Viscount Scarsdale, of Scarsdale in the County of Derby）
(勅許状による連合王国貴族爵位。特別継承規定で男子なき場合に父の男系男子への継承を認める)
- ダービー州におけるレイブンズデールの初代レイブンズデール男爵
(1st Baron Ravensdale, of Ravensdale in the County of Derby)
(勅許状による連合王国貴族爵位。特別継承規定で男子なき場合に娘とその男系男子への継承を認める)

1916年3月23日の父アルフレッド・カーゾンの死去により以下の爵位・準男爵位を継承。
- ダービー州におけるスカーズデールの第5代スカーズデール男爵
(5th Baron Scarsdale, of Scarsdale in the County of Derby)
(1761年4月9日の勅許状によるグレートブリテン貴族爵位)
- (ダービー州におけるケドルストンの)第9代準男爵
（9th Baronet, "of Kedleston, co. Derby"）
(1641年8月11日の勅許状によるイングランド準男爵位)
- (ダービー州におけるケドルストンの)第9代準男爵
（9th Baronet, "of Kedleston, co. Derby"）
(1636年6月18日の勅許状によるノヴァスコシア準男爵位)

1921年6月28日に以下の爵位を新規に叙された。
- ケドルストンの初代カーゾン侯爵
（1st Marquess Curzon of Kedleston）
(勅許状による連合王国貴族爵位)

### 勲章
- 1898年、インドの星騎士団(勲章)ナイト・グランド・コマンダー (GCSI)[6]
- 1898年、インド帝国騎士団(勲章)ナイト・グランド・コマンダー (GCIE)[5][6]
- 1916年、ガーター騎士団(勲章)ナイト (KG)[5][6]

## 家族

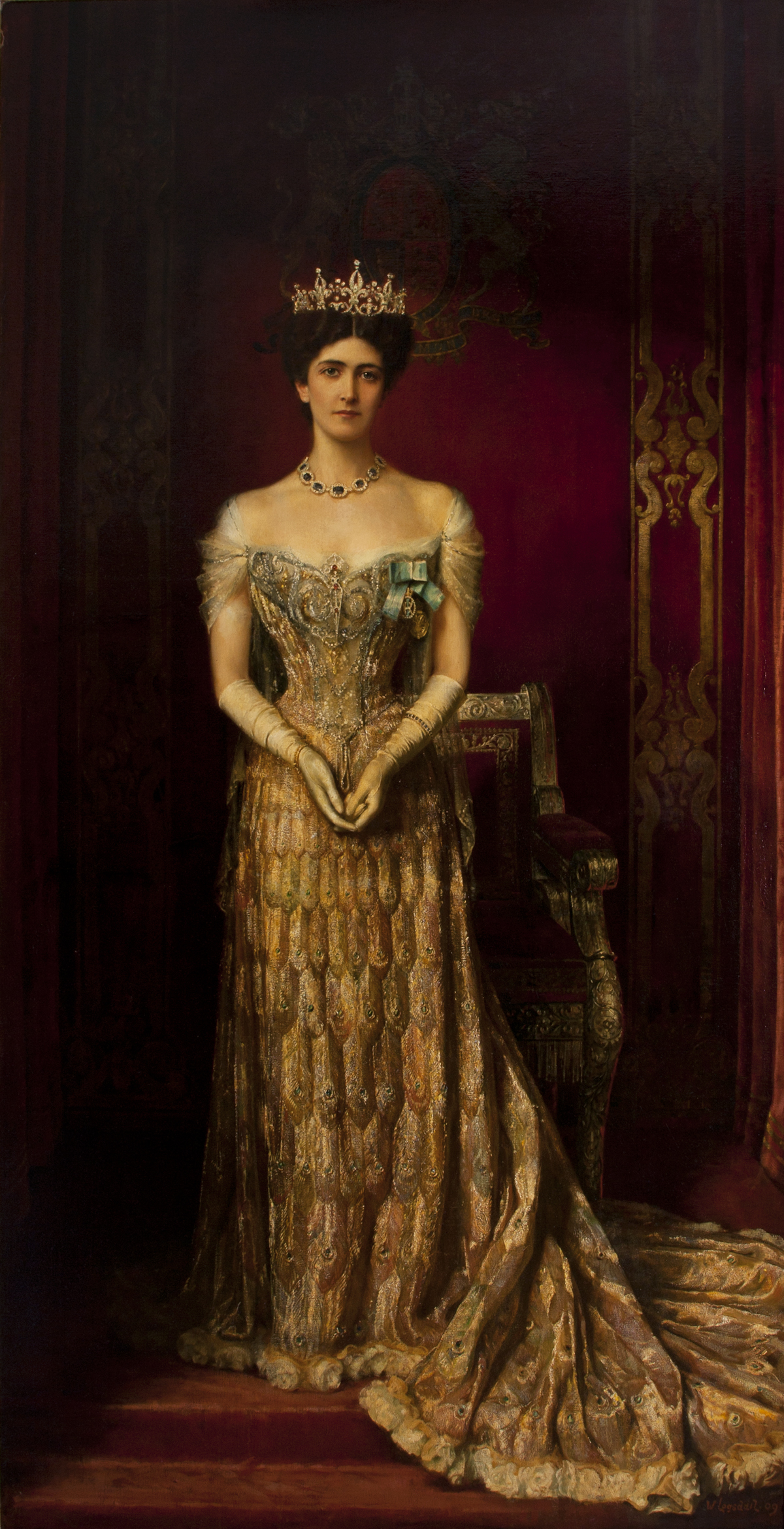
インドの鳥・孔雀の羽根の金糸刺繍ドレスで1903年の英国王エドワード7世戴冠式に出席したメアリー。ウィリアム ログズデイル油彩画 「Mary Victoria Leiter, Marchioness Curzon in her Peacock Gown」（1909年作）

1895年、カーゾンはアメリカ合衆国、シカゴの富豪レヴィ・レイターの娘メアリー・ヴィクトリア・レイターと結婚した。彼女との間に以下の3人の娘を儲けた。
- 長女メアリー・アイリーン・カーゾン（英語版） (1896-1966) - 第2代レイブンズデール女男爵位を継承。一代貴族にも叙され、一代貴族として貴族院議員を務める。結婚せず
- 次女シンシア・ブランシュ・カーゾン（英語版） (1898-1933) - イギリスファシスト連合指導者の第6代準男爵サー・オズワルド・モズレーと結婚。二人の息子ニコラス・モズレーが3代レイブンズデール男爵位を継承
- 三女アレクサンドラ・ナルデラ・カーゾン（英語版） (1904-1995) - 陸軍軍人エドワード（愛称フルーティー）・メトカーフ（英語版）少佐と結婚。

妻メアリーは1904年の晩夏に重い病に陥り、2度と回復しなかった。1906年7月にメアリーの病気は再発し、同月の18日に彼女は夫の腕に抱かれながら36歳で息を引き取った。メアリーの死はカーゾンにとって精神的ショックが大きかった。
1917年にはアラバマ出身の裕福な未亡人グレース・エルヴィナ・ハインズと再婚した。後年、カーゾンは政治的に不遇な状態にもかかわらず「the means of Grace」（恩顧を得る術／グレースの財産）を楽しんでいる、というジョークがあった。しかし彼女との間に子供はなかった。
スカーズデール子爵位とスカーズデール男爵位はカーゾン侯の弟アルフレッド・カーゾンの長男リチャード・カーゾンが継承した。日本在住のハーブ研究家ベニシア・スタンリー・スミスはこの2代スカーズデール子爵リチャードの三女ジュリアとジョージ・スタンリー・スミスの間の次女にあたる。

## 著作
- Curzon, Russia in Central Asia in 1889 and the Anglo-Russian Question, (1889)  Frank Cass & Co. Ltd., London (reprinted Cass, 1967), Adamant Media Corporation ISBN 978-1-4021-7543-5  (February 27, 2001) Reprint (Paperback) Details
- Curzon, Persia and the Persian Question (1892) Longmans, Green, and Co., London and New York.; facsimile reprint: 
  - Volume 1 (Paperback) by George Nathaniel Curzon, Adamant Media Corporation ISBN 978-1-4021-6179-7 (October 22, 2001) Abstract
  - Volume 2 (Paperback) by George Nathaniel Curzon, Adamant Media Corporation ISBN 978-1-4021-6178-0 (October 22, 2001) Abstract
- Curzon, Problems of the Far East (1894; new ed., 1896) George Nathaniel Curzon Problems of the Far East. Japan -Korea - China, reprint, ISBN 1-4021-8480-8, ISBN 978-1-4021-8480-2  (December 25, 2000) Adamant Media Corporation  (Paperback)Abstract
- Curzon, "The Pamirs and the Source of the Oxus", 1897, The Royal Geographical Society. Geographical Journal 8 (1896): 97-119, 239-63. A thorough study of the region’s history and people and of the British - Russian conflict of interest in Turkestan based on Curzon’s travels there in 1894. Reprint (paperback): Adamant Media Corporation, ISBN 978-1-4021-5983-1 (April 22, 2002) Abstract. Unabridged reprint (2005): Elbiron Classics, Adamant Media Corporation. ISBN 1-4021-5983-8 (pbk); ISBN 1-4021-3090-2 (hardcover).
- Curzon, The Romanes Lecture 1907, "FRONTIERS", By the Right Honorable Lord Curzon of Kedleston G.C.S.I., G.C.I.E., PC, D.C.L., LL.D., F.R.S., All Souls College, Chancellor of the University, Delivered in the Sheldonian Theater, Oxford, November 2, 1907 full text.
- Curzon, "Tales of Travel"  First published by Hodder & Stoughton 1923, (Century Classic Ser.) London, Century. 1989, Facsimile Reprint. ISBN 0-7126-2245-4, Soft Cover.  Reprint with Foreword by Lady Alexandra Metcalfe, Introduction by Peter King. A selection of Curzon's travel writing including essays on Egypt Afghanistan Persia Iran India Iraq Waterfalls etc. 12 + 344p., Includes the future viceroy’s escapade into Afghanistan to meet the “Iron Emir”, Abdu Rahman Khan, in 1894.
- Curzon, "Travels with a Superior Person", London, Sidgwick & Jackson. 1985, Reprint. ISBN 978-0-283-99294-0, Hardcover,Details A selection from Lord Curzon's travel books between 1889 and 1926, "The quintessence of late Victorian travel writing and a delight for modern readers " Illustrated with 90 contemporary photographs most of them from Curzon's own collection. Includes "Greece in the Eighties" pp. 78–84, " Edited by Peter King. Introduced by Elizabeth Longford. 191p. illus. maps on endpapers.